# Place Saint-Louis
Place Saint-Louis (in lingua italiana: Piazza San Luigi) è una piazza di Metz, in Francia.
Sita nel quartiere di Metz-Centre, place Saint-Louis si caratterizza per l'aspetto medievale (rimasto pressoché immutato) dei suoi edifici storici, disposti in fila l'uno accanto all'altro, e per la presenza dei portici, gallerie di almeno 60 arcate di dimensioni differenti collocate all'esterno di questi edifici.

## Storia

### Le origini
Place Saint-Louis fu creata a partire dal XIII secolo in prossimità delle antiche mura romane di Divodurum Mediomatricorum, risalenti al III secolo. All'epoca Metz, città libera dell'Impero, godeva del privilegio di coniare una propria moneta ed era considerata uno dei centri bancari più importanti che ci fossero, al punto da essere chiamata Metz la Riche.

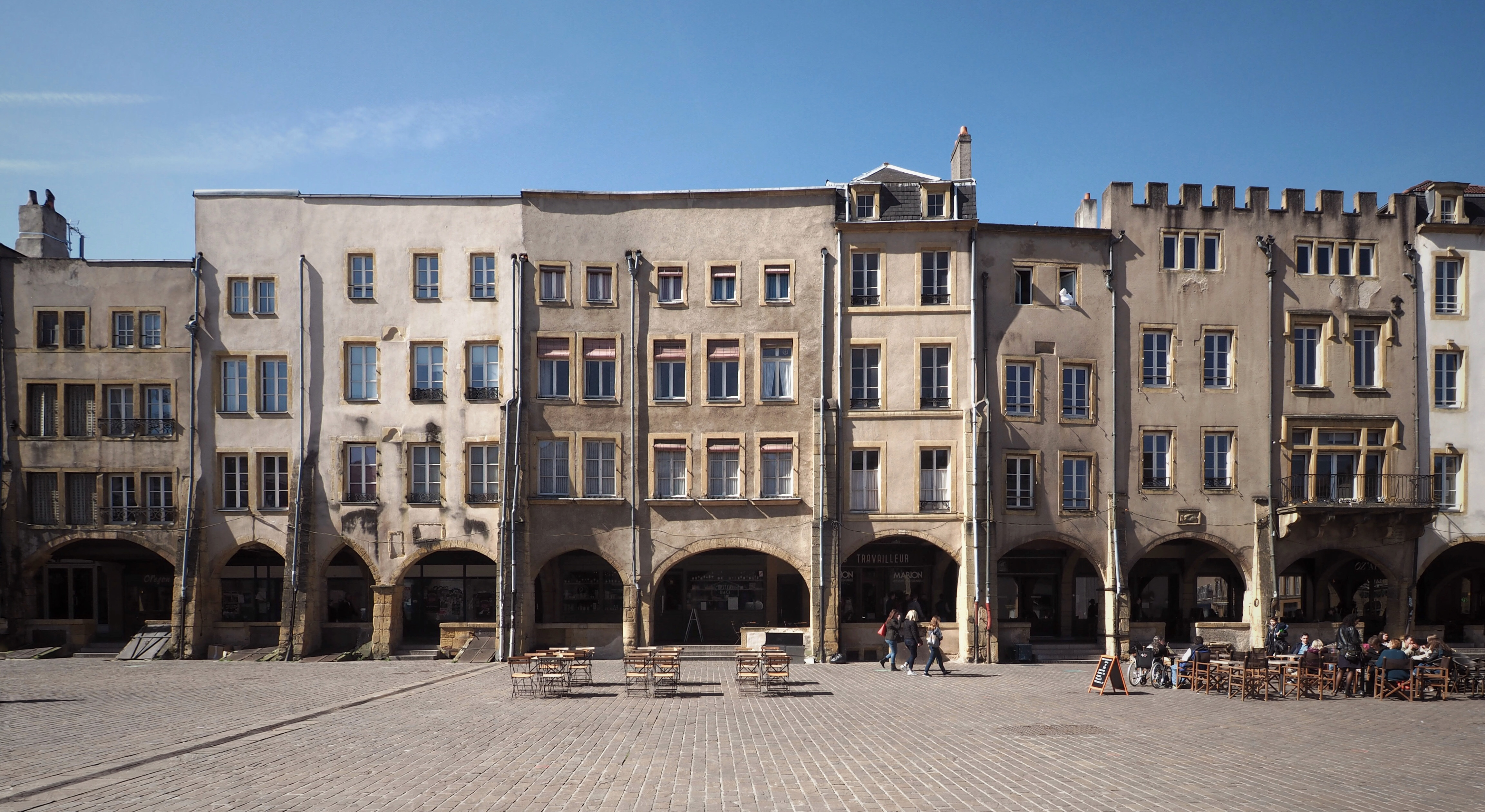
Edifici di place Saint-Louis: sono visibili le merlature dei palazzi e le gallerie.

Al fine di ospitare i molti banchieri della città, dando loro un unico luogo in cui concentrarsi, le mura romane vennero distrutte, lasciando spazio alla creazione di un vero e proprio faubourg. Proprio alla luce del suo essere un centro di affari, la piazza all'epoca venne chiamata place du Change. Questi banchieri, perlopiù di origine italiana, costruirono le loro abitazioni, in fila l'una accanto all'altra, sulle fondamenta delle antiche mura romane, rendendole funzionali alle loro necessità: il pianoterra era destinato infatti al commercio, il primo e il secondo piano ospitavano dei saloni, mentre l'ultimo ospitava le stanze private dei proprietari.
Nel realizzare le proprie abitazioni, i banchieri si rifecero per lo più allo stile gotico italiano, in ossequio alle loro origini. In particolare, per ostentare il proprio potere e la propria ricchezza, essi si ispirarono a palazzi nobiliari degli aristocratici italiani. Da questi ripresero il modello dell'edificio con la facciata che in altezza supera il tetto, simulando, anche grazie alla presenza di merlature, la struttura difensiva di un castello. Gli edifici in genere avevano non più di due campate, finestre trilobate e gallerie irregolari al piano terra per sorreggere le facciate ed ospitare i clienti delle banche. Tali gallerie, che col tempo arrivarono ad essere almeno 60, sono uno degli elementi caratteristici della piazza.

### Sviluppi successivi

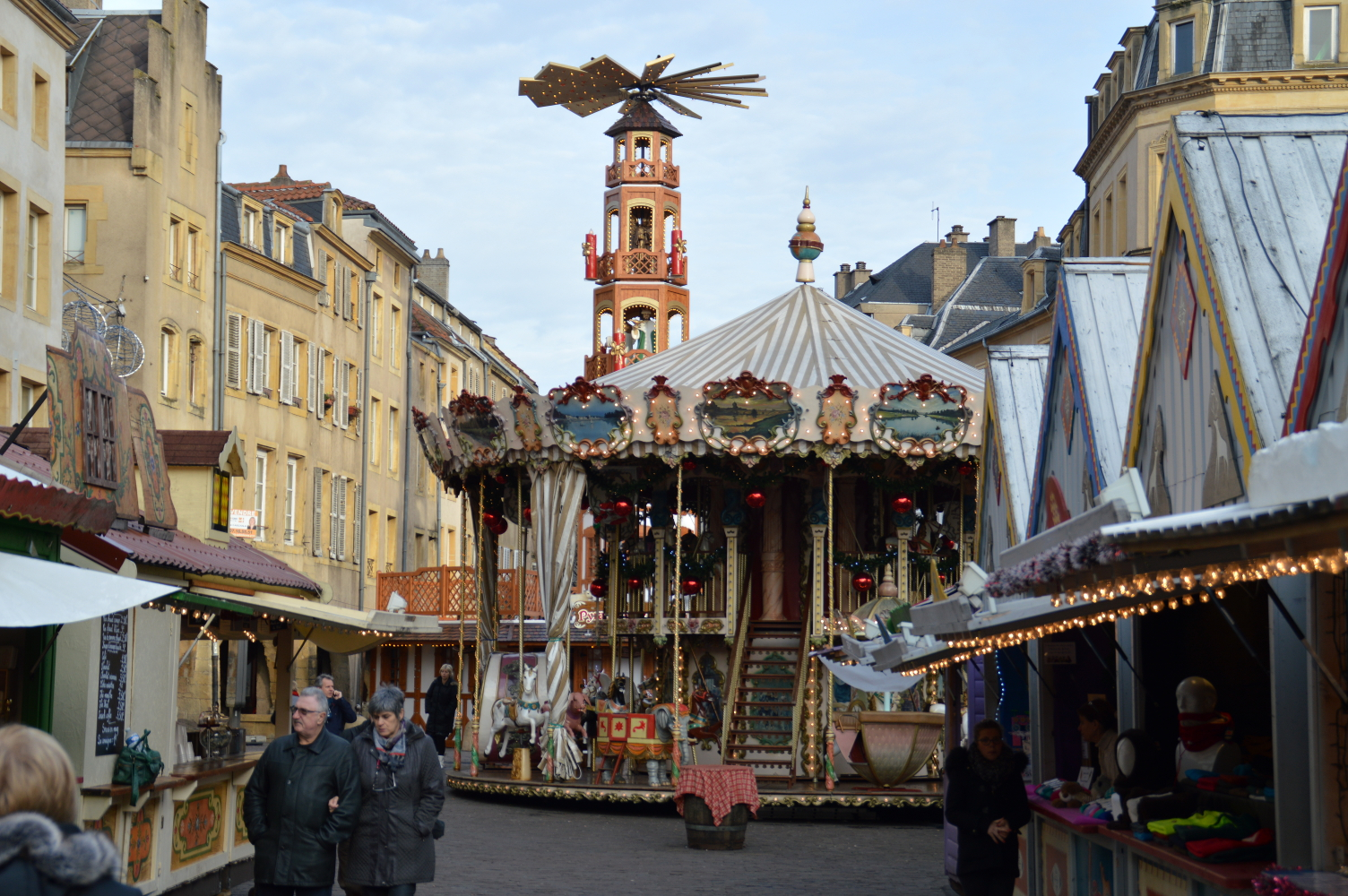
La Piramide di Natale di place Saint-Louis.

Nel 1707 il parroco dell'attinente chiesa di San-Simplicio (in seguito distrutta durante la Rivoluzione francese), offrì alla piazza una statua raffigurante Luigi XIII di Francia. I cittadini pensarono però erroneamente che questa fosse una statua in onore dell'antico sovrano Luigi il Santo, e per questo presero da quel momento l'abitudine di chiamare la piazza col nome di place Saint-Louis.
Nel 1867, lo scultore Charles Pêtre fu incaricato di creare una vera statua di Luigi il Santo, da collocare al posto di quella di Luigi XIII, ponendo così fine a quell'anomalia ed adeguandosi alla tradizione ormai diffusasi di riferirsi ad essa chiamandola place Saint-Louis.
Nel corso del Novecento la piazza divenne un ampio parcheggio, suscitando le proteste di commercianti e abitanti della zona che ne chiedevano la rivalutazione, ma solo nel 2007 la zona fu pedonalizzata.
Inoltre, dal 1994 la piazza ospita il mercatino di Natale di Metz, con numerosi chalets e una piramide di Natale che vengono montati per l'occasione.